# Шамван (Верхняя Сона)
Шамва́н (фр. Champvans) — коммуна во Франции, находится в регионе Франш-Конте. Департамент — Верхняя Сона. Входит в состав кантона Гре. Округ коммуны — Везуль.
Код INSEE коммуны — 70125.

## География
Коммуна расположена приблизительно в 290 км к юго-востоку от Парижа, в 38 км северо-западнее Безансона, в 55 км к юго-западу от Везуля.
На западе коммуны протекает река Тениз (фр. Tenise).

## Население
Население коммуны на 2010 год составляло 213 человек.
| 1962 | 1968 | 1975 | 1982 | 1990 | 1999 | 2010 |
| ---- | ---- | ---- | ---- | ---- | ---- | ---- |
| 221  | 210  | 219  | 206  | 239  | 217  | 213  |

## Экономика
В 2010 году среди 137 человек трудоспособного возраста (15—64 лет) 99 были экономически активными, 38 — неактивными (показатель активности — 72,3 %, в 1999 году было 69,1 %). Из 99 активных жителей работали 92 человека (50 мужчин и 42 женщины), безработных было 7 (3 мужчин и 4 женщины). Среди 38 неактивных 4 человека были учениками или студентами, 25 — пенсионерами, 9 были неактивными по другим причинам.